# كيت شاربونو
كيت شاربونو هي متزلجة فنية كندية، ولدت في 2 أبريل 1993 في وينيبيغ في كندا.

## وصلات خارجية
- كيت شاربونو على موقع الاتحاد الدولي للتزلج (الإنجليزية)